# Morellàs
Morellàs ([muɾə'ʎas], Maureillas en francès), és un poble de la comuna de Morellàs i les Illes, a la comarca nord-catalana del Vallespir. És el poble que exerceix de cap comunal, i sempre ho ha estat, des de la creació de la comuna de Morellàs el 1793. Després, s'hi anaren afegint altres antigues comunes: Sant Martí de Fenollar el 1823 i les Illes i Riunoguers el 1972. Aleshores s'afegí i les Illes al nom de la comuna primigènia de Morellàs.
Era al centre del seu antic terme, però amb l'afegitó de les Illes i Riunoguers, ha quedat al nord del terme actual, en el punt de contacte de la part muntanyosa i de la part plana de la comuna.

## Etimologia
Segons Joan Coromines, l'origen de Morellàs s'ha d'anar a buscar en la colonització romana, en la llengua llatina. Concretament, en el nom propi de Maurelianum, documentat el 1011, relacionat amb maurus (tal vegada pel nom d'un legionari maurità instal·lat en aquest lloc en el moment de llicenciar-se.de l'exèrcit romà. Les formes documentades al llarg de la història són Maurallar (1147), Maurelanis (1233), Maurelans (1310), Maurellans (1354) i Maurellàs (1395). El tancament en o del diftong de la síl·laba inicial és posterior.

## Geografia

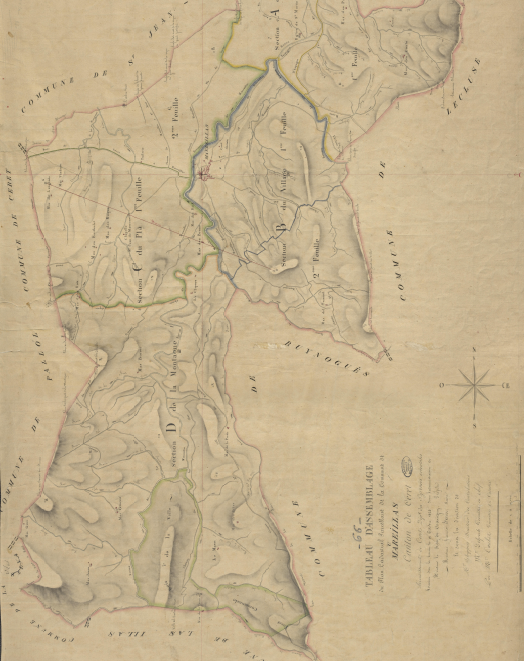
L'antic terme de Morellàs en el Cadastre napoleònic del 1812 (Arxius Departamentals dels Pirineus Orientals, ADPO)

L'antic terme de Morellàs, de 203.000 hectàrees d'extensió, és situat a la zona de llevant de la comarca del Vallespir, a la dreta del Tec, en contacte amb la comarca del Rosselló a través del terme del Voló, comuna rossellonesa. Per l'extrem nord-est del seu terme, en el que fou l'antic terme de Sant Martí de Fenollar (absorbit per Morellàs el 1823), passen les dues grans vies de comunicació de la Catalunya Nord: l'autopista la Catalana i l'antiga carretera general, abans N - 9 i ara D900. Pel lloc on circulen antigament transitava la Via Domícia. El terme de Morellàs, però, pràcticament no toca el Tec, ja que la riba dreta d'aquest riu pertany als termes de Sant Joan Pla de Corts i el Voló. Només en un punt, al nord-oest del Mas Forcada, antigament Mas Pla de l'Arca, s'hi aproxima molt; aquest punt és dins de l'antic terme de Sant Martí de Fenollar.
Aquest antic terme està constituït principalment per una sèrie de terrasses al·luvials del Tec, on es troba el punt de menys altitud d'aquest antic terme: 105 m alt en el lloc on es trobaven antigament els termes de Morellàs, Sant Martí de Fenollar i Sant Joan de Pladecorts. S'hi concentra la pràctica totalitat dels conreus agrícoles i la major part de població del terme. El seu eix vertebral és la Ribera de Morellàs, que s'aboca en el Tec ja dins del terme del Voló, davant i al sud d'aquesta població. El poble de Morellàs, situat al centre de la meitat nord de la seva antiga comuna, és a 127,6 m alt.
El límit occidental de l'antiga comuna de Morellàs coincideix amb l'actual terme de Morellàs i les Illes des del nord fins a prop al sud del Mas Genís, ara en ruïnes, on hi ha el Camí de la Selva a Palol (l'actual carretera de Fontfreda), a 633,2 m alt. Des d'aquest lloc l'antic termenal resseguia aquest camí cap al sud-est, seguint els revolts que fa la carretera, fins a trobar el Còrrec de la Font del Salguer fins que s'aboca en el Còrrec del Riu. Des d'aquest lloc el termenal pujava per una carena cap al Roc Carder, de 457 m alt, en direcció est, passava pel Coll de la Torre, a 484 m alt, passava pel bell mig del Mas de la Torre, que quedava migpartit pel termenal. Aleshores, anava a cercar el curs del Còrrec del Coll de Portells, curs d'aigua que seguia cap al sud-est fins a arribar al Coll de Portells, a 688,6 m alt, on es trobaven els tres termes actualment integrats en el de Morellàs i les Illes: Morellàs, les Illes i Riunoguers, amb l'alt-empordanès de la Jonquera, on s'acabava el límit meridional de la comuna de Morellàs.
El límit oriental de l'antiga comuna era el termenal amb la de Riunoguers. Des del Coll de Portells, aquest vell termenal davallava cap al nord, vers el Puig d'Aguda, de 678,9 m alt, i seguia una carena cap al nord, lleugerament decantada cal nord-oest, cap a l'Alzina del Senyor, per davallar després cap al curs d'aigua del Còrrec de les Prades, que segueix encara cap al nord, fins que s'ajunta amb el Còrrec del Malpàs, just al nord del Mas Quintà. Aleshores, el termenal girava cap al sud-est, seguint fins al capdamunt aquest còrrec; tot seguit, travessava una petita carena i passava a la vall del Còrrec de Coma Boquera, que seguia un tros, fins a arribar al termenal actual entre Morellàs i les Illes i les Cluses. Aquest termenal deixa la vall del darrer còrrec esmentat a 237 m alt, per pujar al Puig del Turonell, de 379 m alt, després al Piló del Trull, de 352,4 m alt, al Puig del Trull, de 257,7 m alt, des d'on davalla fins a trobar el Còrrec del Trull, que al cap de poc s'aboca en la Roma. Aquest riu ja marca el límit oriental, nord-oriental, del terme, fins que tanca amb el límit septentrional al lloc on començava l'antic terme de Sant Martí de Fenollar.
Al nord-est, l'antic terme de Sant Martí de Fenollar estava delimitat pel curs de la Roma fins a la seva confluència amb la Ribera de Morellàs i, a partir del Pont Roig, on s'ajunten els dos rius, una línia cap al nord-oest que va a trobar l'extrem de l'actual terme de Morellàs i les Illes al Pla de l'Arca, en un lloc on hi ha un bosquet replantat. La resta del termenal nord, de fet nord-oest, que coincideix amb el de l'actual terme, és una línia paral·lela al Tec, divergent del riu conforme avança cap al sud-oest, que pertany al territori de Vilargell, del terme de Sant Joan de Pladecorts. D'aquesta manera arriba, a l'extrem sud-oest del Pla de Sant Jordi, al punt on es troben, encara actualment, els termes de Sant Joan de Pladecorts, Morellàs i Ceret, on el termenal gira cap al sud, i comença el termenal amb Ceret. Encara coincident amb el terme de Morellàs i les Illes, l'antic terme de Morellàs començava una suau pujada cap al sud, fent un angle obtús cap a l'est a l'alçada dels Alts de Ceret, sense cap accident natural que el marqui, fins a prop de les runes del Mas d'en Genís, on acabava el seu recorregut.
| Vilargell | Sant Joan Pla de Corts | Sant Martí de Fenollar |
| Ceret     |                        | Les Cluses             |
| Palol     | Les Illes              | Riunoguers             |

### El poble de Morellàs

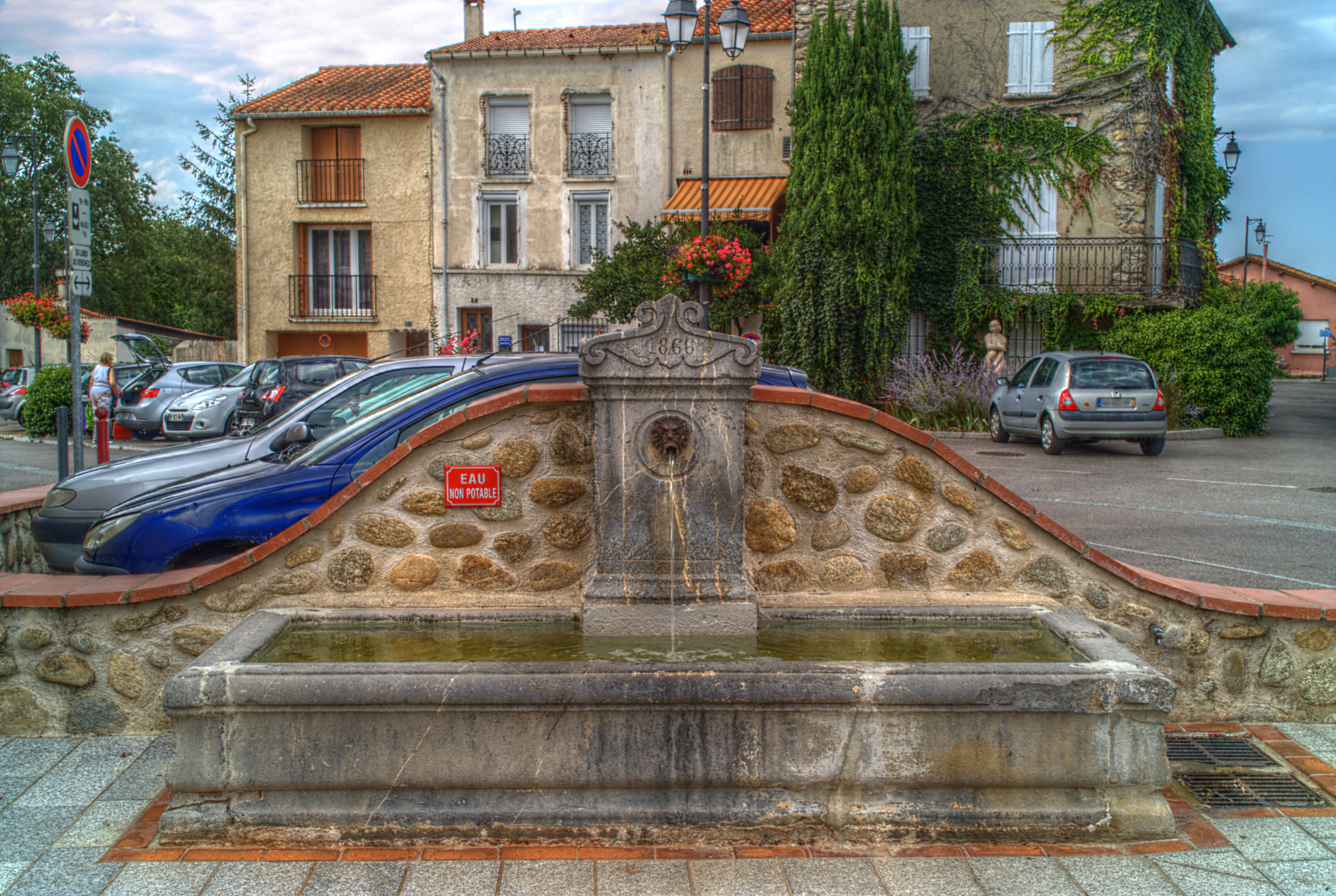
Font de la placeta dels Traginers

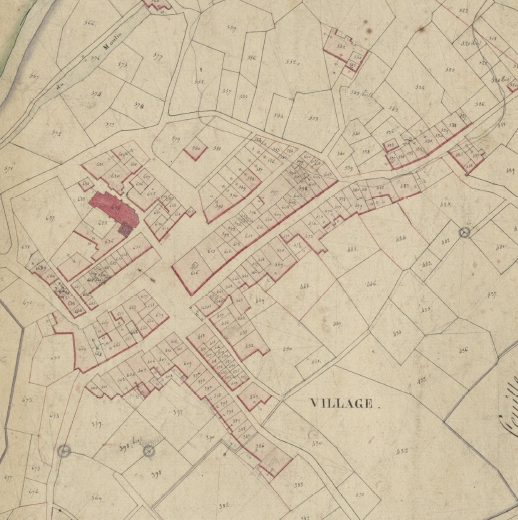
Morellàs en el Cadastre napoleònic del 1812 (ADPO)

Morellàs està situat a la dreta de la Ribera de Morellàs, en un indret lleugerament aturonat al peu de la zona muntanyosa que davalla de la carena dels Pirineus. L'església de Sant Esteve de Morellàs, que conserva elements romànics, centra el nucli de cases agrupades en una antiga cellera al seu entorn. Se'n conserva part del recinte fortificat. Al sud del poble hi havia hagut, a més, l'església de Sant Joan de Moranells, que fou destruïda a finals del segle xix.
El poble de Morellàs ha crescut a partir del nucli primigeni de cases agrupades a la dreta de la Ribera de Morellàs i el primer eixamplament cap a l'est i nord-est, amb uns eixamples d'època moderna, bàsicament en els antics barris del Carrer de les Eres i del Carrer Llong. En aquesta zona hi ha la capella de Santa Magdalena. Més modernament, ja als segles XX i XXI, amb noves urbanitzacions en totes direccions, llevat del curs de la riera, com el Camp Gran, la Teuleria, Mata Rodona, la Farga, el Mas d'en Bac, Mas Espinàs, les Verderes i Bosc Mal, entre d'altres.

### Sant Martí de Fenollar
Sant Martí de Fenollar, o de Fonollar, és un poble rural d'hàbitat disseminat situat a l'esquerra de la Ribera de Morellàs, en un lloc on la riera fa un ample revolt que envolta bona part del poble, ja de ple a la vall del Tec. L'església prerromànica de Sant Martí de Fenollar és al sud del poble. És a l'extrem nord-est del terme comunal.

## Activitats econòmiques
Estan tractades en l'article de conjunt de la comuna actual.

## Història

### Edat mitjana
Existí una senyoria de Morellàs en el segle xi, tot i que el primer titular documentat és Ramon de Maurellar, el 1147. A finals del segle xiii consten diversos consenyors, ja que en el regnat de Jaume II de Mallorca Arnau i Simó de Llupià, fills i hereus d'Ermengol de Llupià, tenien en indivisi el castell i el lloc de Morellàs. L'any 1282, el 1300 i el 1310 consta que Pere de Santmartí, senyor de Sant Martí de Fenollar, havia adquirit drets del terme de Monrellàs, i el seu fill Pere encara n'adquirí més. Encara, el 1312 Sibil·la, filla de Garcies de Rosí i Garsenda de Morellàs, reconeixia tenir en feu del rei Sanç la meitat del lloc de Morellàs. En la pugna entre Jaume III de Mallorca i Pere el Cerimoniós, Arnau de Llupià es posà del costat de Jaume III, i Pere el Cerimoniós el desposseí del senyoriu, que atorgà a Miquel Pere de Sapata i de Jordà Pere d'Urries, en resultar successor de Jaume III.
El 1382 Pere el Cerimoniós va vendre les senyories de Morellàs i Bellaguarda, amb les jurisdiccions alta i baixa, a Felip Dalmau I de Rocabertí i de Montcada, vescomte de Rocabertí. Els de Santmartí (Perer, el seu fill Ferrer, Gaspar, fill de Ferrer, i Miquel, fill de Gaspar, continuaren denominant-se senyors de Sant Martí de Fenollar i de Morellàs fins que Miquel de Santmartí fou desposseït de la senyoria per Lluís XI de França per haver-s'hi oposat. Tanmateix, el 1493 en recuperava la titularitat (en fou titular mentrestant el cirurgià Joan Jenel). Francesc de Santmartí heretà el títol del seu pare Gaspar, i el va transmetre al seu fill Gerard, qui tingué tres filles. La gran, Anna de Santmartí, es casà amb Serafí del Viver, i aportà en dot les dues senyories.

### Edat Moderna

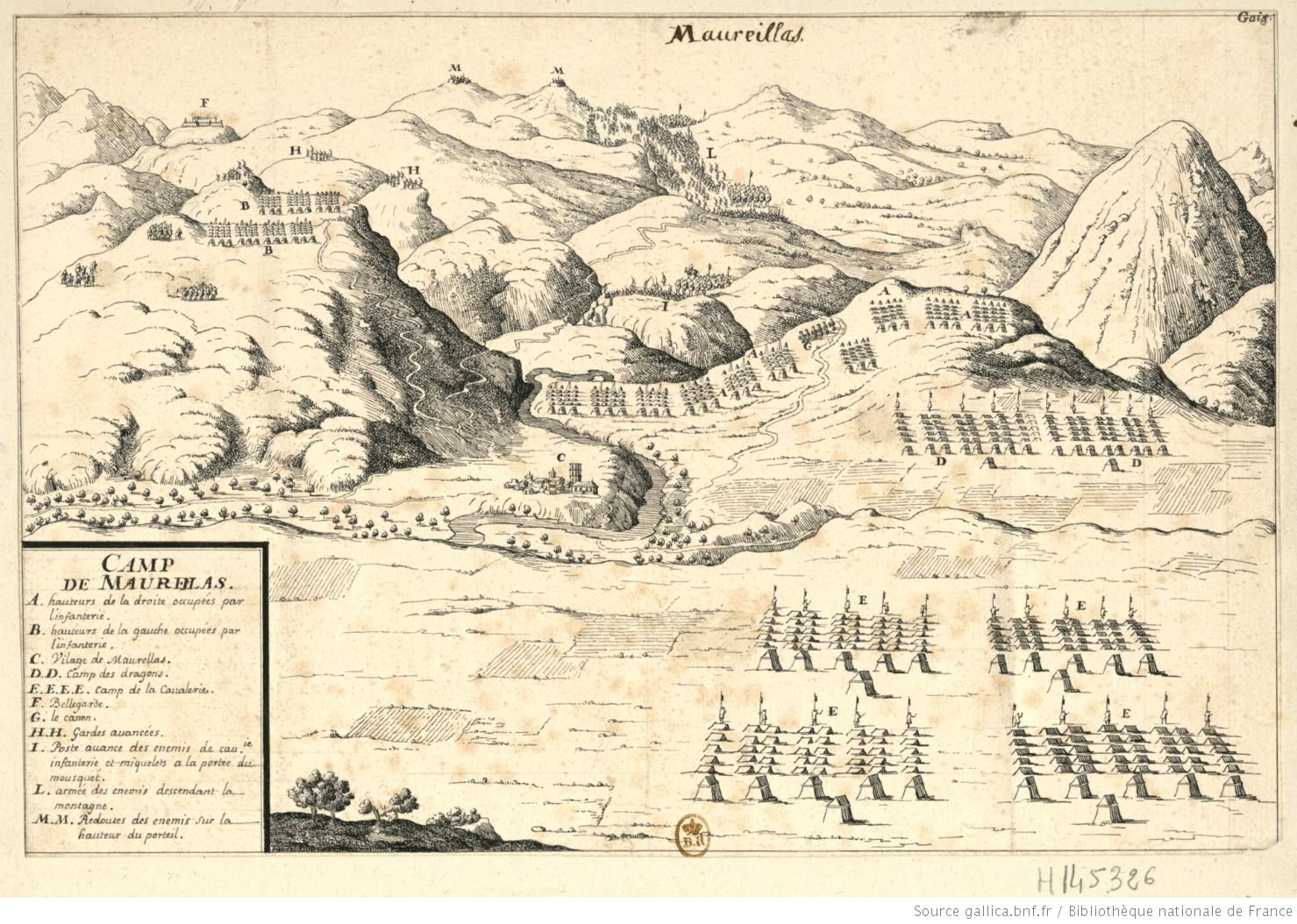
La batalla de Morellàs, del 1674

Ja en època moderna, els de Viver conservaren els dos títols fins a mitjan segle xvii, quan passaren, per matrimoni a Tadeu d'Oms i de Viver, marit de Dionísia Meca. Llur fill, Antoni Tadeu, i llur net Tadeu continuaren amb els senyorius, però el 1690 Joana de Ros i de Meca s'anomena senyora de Morellàs. El darrer titular conegut fou, just en el moment de la Revolució Francesa, el príncep Alexandre de Montbarey, descendent directe de Joana de Ros i de Meca, qui fou ministre de Lluís XVI de França i emigrà l'agost del 1789 a Constança, on morí set anys més tard, ostentant encara el títol de senyor de Morellàs.

## Administració i política
Aquest apartat està desenvolupat en l'article de conjunt de la comuna de Morellàs i les Illes.

## Demografia

### Demografia antiga
La població està expressada en nombre de focs (f) o d'habitants (h)
| 1355 | 1359 | 1365 | 1378 | 1470 | 1515 | 1553 | 1720 | 1730 | 1755  | 1767  | 1774 | 1789  |
| 56 f | 69 f | 56 f | 60 f | 40 f | 32 f | 34 f | 89 f | 98 f | 119 f | 585 h | 98 f | 120 f |

### Demografia contemporània
Del 1793 al 1831, Morellàs sol. Del 1836 al 1968, Morellàs més Sant Martí de Fenollar. Del 1975 als nostres dies, aquests dos pobles, amb l'afegitó de tots els altres actualment inclosos en el terme de Morellàs i les Illes: les Illes, la Selva i Riunoguers.
| Evolució de la població |      |      |      |      |      |      |       |       |
| 1793                    | 1800 | 1806 | 1821 | 1831 | 1836 | 1841 | 1846  | 1851  |
| 360                     | 427  | 594  | 750  | 903  | 943  | 974  | 1.019 | 1.047 |

| 1856  | 1861  | 1866  | 1872  | 1876  | 1881  | 1886  | 1891  | 1896  |
| ----- | ----- | ----- | ----- | ----- | ----- | ----- | ----- | ----- |
| 1.115 | 1.199 | 1.239 | 1.407 | 1.487 | 1.502 | 1.348 | 1.375 | 1.386 |

| 1901  | 1906  | 1911  | 1921  | 1926  | 1931  | 1936  | 1946  | 1954  |
| ----- | ----- | ----- | ----- | ----- | ----- | ----- | ----- | ----- |
| 1.333 | 1.308 | 1.324 | 1.239 | 1.177 | 1.216 | 1.120 | 1.081 | 1.068 |

| 1962  | 1968  |
| ----- | ----- |
| 1.093 | 1.108 |

Fonts: Ldh/EHESS/Cassini fins al 1999, després INSEE a partir deL 2004
A partir del 1972 està inclòs en el nou terme de Morellàs i les Illes.